# グランドキャニオン・スカイウォーク

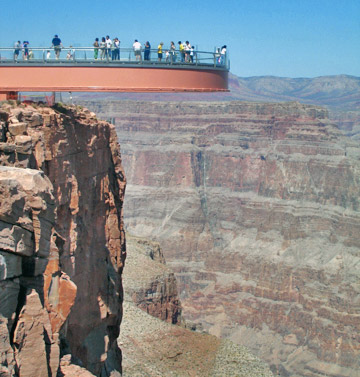
グランドキャニオン・スカイウォーク

グランドキャニオン・スカイウォーク（Grand Canyon Skywalk）はアメリカ合衆国、アリゾナ州のグランド・キャニオンに設置された観光アトラクションで、U字形の透明な展望橋である。グランドキャニオン国立公園外のウォラパイ族居住区(グランドキャニオンウエストと称する)にある。

## 概要
床は厚さ4インチの強化ガラス（約10.2cm アメリカ紙幣1ドル札の長さと同じくらいの厚さ）で出来ており、空中散歩の気分が味わえる。橋の先端から崖まで約21メートル（70フィート）あり、谷底までは約1200メートル（4000フィート）ある。2007年3月28日から一般公開されている。歩行料金は一人あたり29.95ドルで、同時に最大120人が歩行可能。耐震は万全で、風速45メートルの強風やマグニチュード8.0の地震にも耐えられるとのこと。総工費は約30億円（約3000万ドル）。
この施設が開発された背景には、現地先住民の経済難がある。先住民ウォラパイ族は50パーセントに達する高い失業率や貧困に直面しており、またグランド・キャニオン奥地は交通の便が悪く、貴重な収入源の一つであるはずの観光産業でも収益が伸び悩んでいた。そのためスカイウォークの名所化により、観光客の誘致につながると期待されている。しかしグランド・キャニオンはウォラパイ族の聖地とされているため、長老などを中心に一部批判的な意見も出ている。